# Lisette Lombé
Lisette Lombé (Namen, 1978) de artiestennaam, is een Belgisch-Congolese dichteres, schrijver en veelzijdig kunstenares. Ze geeft schrijf en slamworkshops.

## Biografie
Lisette Lombé, geboren in 1978 in Namen uit een Belgische moeder en een Congolese vader, is romanist met een diploma van de Universiteit van Luik. Ze werkte tien jaar als lerares voor ze zich aan artistieke projecten wijdde.

## Carrière
In 2019 publiceert ze samen met haar zus Julie Lombé een verzameling teksten uit de L-SLAM workshops, getiteld On ne s'excuse de rien.
Lisette Lombé heeft een drukke literaire agenda met regelmatige publicaties sinds haar eerste boek verscheen in 2017. Haar publicaties omvatten La Magie du burn-out (2017), Black Words (2018), Tenir (2019), Venus Poetica (2020), Brûler, brûler, brûler (2020) en Eunice (2023). Zijn tekst Bleu Marine is gepubliceerd in Slam. Poésies et voix de Liège van Simon Raket over de geschiedenis van slam in Luik. In 2022 is ze co-uitgever van de collectie Histoires de Femmes, écrits de prison, in samenwerking met de vereniging Lire pour s'en sortir, uitgegeven door Editions Laffont, een werk dat bijdraagt aan de sociale en politieke wortels van haar artistieke benadering.
In samenwerking met Cloé du Trèfle maakt ze in 2023 een muzikale slamvoorstelling onder de titel Brûler Danser.

## Publicaties
- 2017 : La magie du burn-out, 54 p., ISBN 978-2-39003-020-1
- 2018 : Black words, 47 p., ISBN 978-2-87406-656-6
- 2019 : Tenir, 32 p., ISBN 978-2-87505-355-8
- 2019 : On ne s'excuse de rien, 173 p., ISBN 978-2-87505-340-4
- 2020 : Venus Poetica, 61 p., ISBN 978-2-87406-693-1
- 2020 : Brûler, brûler, brûler, 80 p., ISBN 978-2-37880-167-0
- 2023 : Eunice, 190 p., ISBN 978-2-02-153494-8
- 2023 : À hauteur d'enfant, 44 p., ISBN 978-2-930941-49-3

## Discografie
- 2023 : Brûler Danser